# إد دودلي
إد دودلي (بالإنجليزية: Ed Dudley) هو لاعب غولف أمريكي، ولد في 19 فبراير 1901 في برونزويك في الولايات المتحدة، وتوفي في 25 أكتوبر 1963 في كولورادو سبرينغس في الولايات المتحدة بسبب نوبة قلبية.